# Coleophora traugotti
Coleophora traugotti là một loài bướm đêm thuộc họ Coleophoridae. Nó được tìm thấy ở Tây Ban Nha.